# سحلية الجدار الإيطالية
سحلية الجدار الإيطالية هو نوع من السحالي يتبع فصيلة السحالي الحقيقية موطنه الأصلي البوسنة والهرسك، وكرواتيا، وفرنسا، وإيطاليا، وصربيا، والجبل الأسود، وسلوفينيا وسويسرا.